# Allegro con brio (1973.)
Allegro con brio je hrvatski televizijski dramski film iz 1973. godine, redatelja Ivana Hetricha i scenaristice Olge Savić. Premijerno prikazan 4. lipnja 1973. na Prvom programu Televizije Zagreb.
Drama govori o jednom radnom danu jedne mlade novinarke.

## Glumačka postava
- Neva Rošić kao Irena
- Miha Baloh kao Ivan Kolun
- Ana Karić kao glumica Anamarija
- Biljana Ristić kao manekenka
- Izet Hajdarhodžić kao susjed Polaček
- Miše Martinović kao isljednik
- Emil Kutijaro kao stariji novinar
- Nikola Car kao mlađi novinar
- Zlatko Madunić kao Maks
- Borivoj Sembera kao voditelj
- Miodrag Lončar kao James
- Damir Mejovšek kao režiser
- Slavko Šestak kao inženjer
- Danilo Maričić kao liječnik
- Zrinka Kolak Fabijan kao studentica
- Ivan Bibalo
- Vladimir Puhalo kao Ante

## Vanjske poveznice
- Allegro con brio u internetskoj bazi filmova IMDb-a